# Ta Prohm
Ta Prohm (kmersko ប្រាសាទតាព្រហ្ម, UNGEGN: Ta Prôhm, ALA-LC: Tā Brahm [taː prom]; »Prednik Brahma«) je sodobno ime templja v Siem Reapu v Kambodži, zgrajenega v slogu Bayona predvsem v pozno 12. in zgodnje 13. stoletje in se je prvotno imenoval Rajavihara (kmersko រាជវិហារ, UNGEGN: Réachvĭhar, ALA-LC Rājvihār [riəc.vihiə]; »kraljevi samostan«). Stoji približno en kilometer vzhodno od Angkor Thoma in na južnem robu vzhodnega Baraja, ustanovil pa ga je kmerski kralj Džajavarman VII.:125:388  kot mahajanski budistični samostan in univerzo. Za razliko od večine angkorskih templjev je Ta Prohm v približno enakem stanju, kot so ga našli: fotogenična in atmosferska kombinacija dreves, ki rastejo iz ruševin, in okolice džungle je naredila enega izmed najbolj priljubljenih templjev Angkorja med obiskovalci.
UNESCO je Ta Prohm vpisal na seznam svetovne dediščine leta 1992. Danes je to eden najbolj obiskanih kompleksov v kamboški regiji Angkor. Ohranjanje in obnova Ta Prohma je partnerski projekt indijskega arheološkega zavoda in APSARA (Organ za zaščito in upravljanje Angkorja in regije Siem Reap).

## Zgodovina

### Temelj in širitev
Leta 1186 n. št. se je Džajavarman VII. lotil obsežnega programa gradnje in javnih del. Rajavihara (»kraljev samostan«), danes znan kot Ta Prohm (»prednik Brahma«), je bil eden prvih templjev, ustanovljenih v skladu s tem programom. Na steli v spomin na ustanovitev je navedeno leto 1186 n. št.
Džajavarman VII. je zgradil Rajaviharo v čast svoji družini. Glavna podoba templja, ki predstavlja Prajnaparamito, poosebitev modrosti, je nastala po vzoru kraljeve matere. Severni in južni satelitski tempelj v tretji ogradi sta bila posvečena kraljevemu guruju, Džajamangalartha,:174  oziroma njegovemu starejšemu bratu. Kot tak je Ta Prohm oblikoval komplementarni par s tempeljskim samostanom Preah Khan, posvečenim leta 1191 n. št., katerega glavna podoba je predstavljala bodhisatvo sočutja Lokešvara in je bila oblikovana po kraljevem očetu.
Na steli templja je zapisano, da je v mestu živelo več kot 12.500 ljudi (vključno z 18 visokimi duhovniki in 615 plesalci), z dodatnimi 80.000 prebivalci v okoliških vaseh, ki so delali za zagotavljanje storitev in oskrbe. Stela tudi ugotavlja, da je tempelj nabral precej bogastva, vključno z zlatom, biseri in svilo. Širitve in dodatki Ta Prohma so se nadaljevali vse do vladavine Srindravarmana ob koncu 15. stoletja.

### Opustitev in obnova
Po padcu Kmerskega imperija v 15. stoletju je bil tempelj Ta Prohm stoletja zapuščen in zanemarjen. Ko so se v začetku 21. stoletja začela prizadevanja za ohranitev in obnovo templjev v Angkorju, se je École française d'Extrême-Orient odločila, da bo Ta Prohm v veliki meri ostal tak, kot je bil najden, kot »popuščanje splošnemu okusu za slikovitost«. Po besedah pionirskega učenjaka Angkorja Mauricea Glaizeja je bil Ta Prohm izpostavljen, ker je bil »eden najbolj mogočnih [templjev] in tisti, ki se je najbolje zlil z džunglo, vendar še ne do te mere, da bi postal njen del«. Kljub temu je bilo opravljenega veliko dela za stabilizacijo ruševin, omogočanje dostopa in vzdrževanje »tega stanja očitne zanemarjenosti«.
Od leta 2013 je Arheološki zavod Indije obnovil večino delov tempeljskega kompleksa, od katerih so bili nekateri zgrajeni iz nič. Okoli mesta so postavili lesene sprehajalne poti, ploščadi in vrvne ograje, da bi spomenik zaščitili pred nadaljnjimi poškodbami zaradi velikega priliva turistov. Novembra 2022 je bila napovedana popolna obnova Dvorane plesalcev.

## Najdišče

### situacija
Zasnova Ta Prohma je tipičen »ploski« kmerski tempelj (v nasprotju s templjem-piramido ali templjem-goro, katerih notranji nivoji so višji od zunanjih). Pet pravokotnih ograjnih sten obdaja osrednje svetišče. Kot večina kmerskih templjev je tudi Ta Prohm usmerjen proti vzhodu, zato je sam tempelj postavljen nazaj proti zahodu vzdolž podolgovate osi vzhod-zahod. Zunanje obzidje velikosti 1000 krat 650 metrov obdaja območje 650.000 kvadratnih metrov, na katerem bi nekoč stalo veliko mesto, zdaj pa je večinoma poraščeno z gozdom. Na vsaki od kardinalnih točk so vhodne gopure, čeprav je danes dostop mogoč samo z vzhoda in zahoda. V 13. stoletju so gopuram dodali čelne stolpe, podobne tistim v Bayonu. Nekateri čelni stolpi so se podrli. Nekoč so bili jarki znotraj in zunaj četrte ograde. Zaradi prisotnosti dveh jarkov so nekateri zgodovinarji domnevali, da je ostanek Ta Prohma iz 12./13. razširitev starejšega budističnega svetišča na istem mestu.
Tri notranje ograde pravega templja so galerijske, medtem ko vogalni stolpi prve ograde tvorijo kvinkunks s stolpom osrednjega svetišča. Ta osnovni načrt je za obiskovalca zapleten zaradi krožnega dostopa, ki je potreben zaradi delno porušenega stanja templja, pa tudi zaradi velikega števila drugih stavb, ki so posejane po mestu, od katerih nekatere predstavljajo poznejše dodatke. Najobsežnejše od teh drugih stavb so knjižnice v jugovzhodnem kotu prvega in tretjega ograjenega prostora; satelitski templji na severni in južni strani tretjega ograjenega prostora; Dvorana plesalcev med tretjo in četrto vzhodno gopuro; in Hiša ognja vzhodno od četrte vzhodne gopure.

### Reprezentativna umetnost
Ta Prohm nima veliko pripovednih reliefov (v primerjavi z Angkor Vatom ali Angkor Thomom). Vsekakor je nekaj upodobitev prizorov iz budistične mitologije ostalo. En močno razjeden relief ponazarja »veliki odhod« Sidarte, bodočega Bude, iz očetove palače. V templju so tudi kamniti reliefi dev (manjša ženska božanstva), menihov ali asketov, ki meditirajo, in dvarapal ali varuhov templja.

### Drevesa
Drevesa, ki rastejo iz ruševin, so morda najbolj značilna značilnost Ta Prohma in »so spodbudila več piscev k pretiranemu opisovanju kot katera koli druga značilnost Angkorja«. Dve vrsti prevladujeta, vendar se viri ne strinjajo glede njune opredelitve: večji je bodisi kapokovec (Ceiba pentandra) ali Tetrameles nudiflora, manjše pa je bodisi figovec Ficus gibbosa. ali kaki Diospyros decandra. Angkorski učenjak Maurice Glaize je opazil: »Na vseh straneh, v fantastičnem prevelikem obsegu, se debla kapokovca dvigajo proti nebu pod senčno zelenimi krošnjami, njihova dolga razprostrta krila se vlečejo za zemljo in njihove neskončne korenine, ki se zvijajo bolj kot plazilci kot rastline«.

## V popularni kulturi
Tempelj Ta Prohm je bil uporabljen kot lokacija v filmu Lara Croft: Tomb Raider. Čeprav si je film privoščil vizualno svobodo glede drugih angkorskih templjev, so bili njegovi prizori Ta Prohma precej zvesti dejanskemu videzu templja in so uporabili njegove srhljive lastnosti.
Urejena fotografija templja je bila uporabljena v knjižici za tretji album ansambla Creed, Weathered.